# Lista de Estados e dinastias confucionistas
Esta é uma lista de Estados e dinastias, históricas e contemporâneas, onde o confucionismo (incluindo suas diversas derivações) é ou foi a ideologia estatal ou exerce ou exerceu uma significante influência política e cultural. Sua posição pode ter sido dividida com outras ideologias ou religiões como taoismo, budismo ou religiões tradicionais chinesas.
O confucionismo foi desenvolvido durante o período das Primaveras e Outonos da história chinesa a partir dos ensinamentos do filósofo chinês Confúcio. O confucionismo foi adotado como ideologia estatal pela primeira vez pelo imperador Wu de Han, aconselhado pelo estadista Gongsun Hong. O confucionismo foi mais tarde difundido pela esfera cultural da Ásia Oriental.

## Lista de regimes confucionistas históricos
As datas referidas correspondem à duração da dinastia ou Estado em questão, e não à sua adoção do confucionismo como religião estatal. Exceto quando notado, todas os anos se referem a datas depois de Cristo. Os itens estão listados alfabeticamente e, quando há nomes idênticos, cronologicamente.

### China
- Cao Wei (220–266)[6]
- Dinastia Chen (557–589)[7]
- Dinastia Chi do Norte (550–577)[8]
- Dinastia Chi do Sul (479–502)[7]
- Dinastia Chou (690–705)
- Dinastia Chou do Norte (557–581)[9]

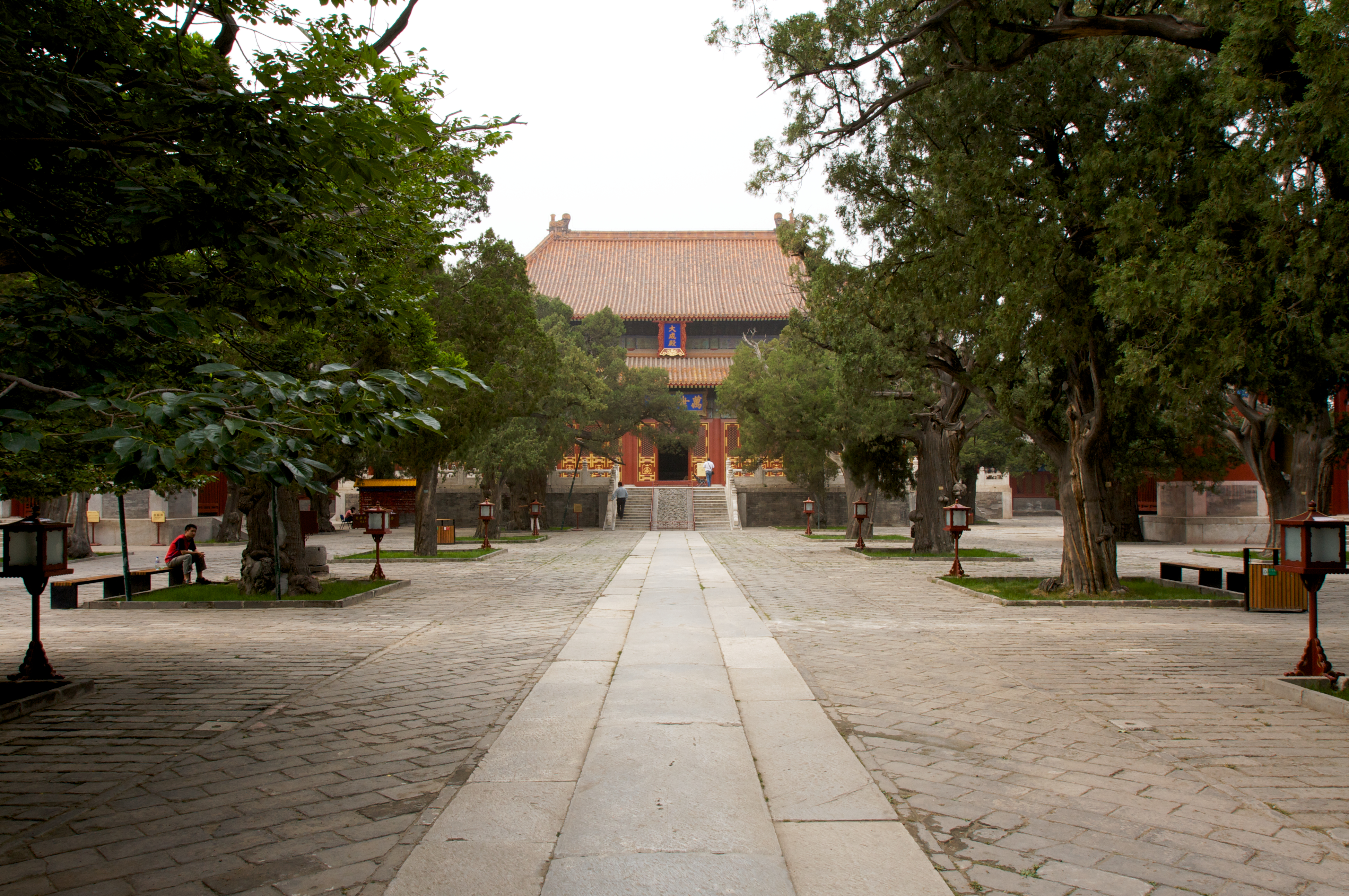
O Templo de Confúcio em Pequim era o local onde eram realizadas cerimônias de oficiais dos imperadores das dinastias Iuã, Ming e Qing para demonstrar respeito a Confúcio.

- Dinastia Chou Oriental (770 a.C.–256 a.C.)
- Dinastia Chou Posterior (951–960)
- Dinastia Han do Norte (951–979)
- Dinastia Han Ocidental (202 a.C.–9 d.C.)[10]
- Dinastia Han Oriental (25–220)[10]
- Dinastia Han Posterior (947–951)
- Dinastia Jin (1115–1234)
- Dinastia Jin Ocidental (266–316)
- Dinastia Jin Oriental (317–420)
- Dinastia Jin Posterior (936–947)
- Dinastia Jin Posterior (1616–1636)[11]
- Dinastia Liang (502–557)[7]
- Dinastia Liao (916–1125)
- Dinastia Liao Ocidental (1124–1218)[12]
- Dinastia Ming (1368–1644)[13]
- Dinastia Ming do Sul (1644–1662)
- Dinastia Qing (1636–1912)
- Dinastia Song do Norte (960–1127)
- Dinastia Song do Sul (1127–1279)
- Dinastia Sui (581–619)
- Dinastia Tang (618–690, 705–907)
- Dinastia Wei do Norte (386–535)
- Dinastia Wu Oriental (222–280)
- Dinastia Xia Ocidental (1038–1227)
- Dinastia Xin (9–23)[14]
- Liu Song (420–479)[7]
- Shu Han (221–263)

### Coreia
- Baekje (18 a.C.–660)[15]
- Goryeo (918–1392)
- Hubaekje (892–936)
- Império Coreano (1897–1910)
- Joseon (1392–1897)[16]
- Koguryo (37 a.C.–668 d.C.)[15]
- Silla (57 a.C.–935 d.C.)[17]
- Taebong (901–918)

### Japão
- Período Asuka (538–710)[18]
- Período Azuchi-Momoyama (1568–1600)
- Período Heian (794–1185)[19]
- Período Kamakura (1185–1333)[19]
- Período Muromachi (1335–1573)[19]
- Período Nara (710–794)[19][20]
- Período Tokugawa (1600–1868)[21]
- Reino de Ryukyu (1429–1879)

### Vietnã
- Dinastia Hồ (1400–1407)[22]
- Dinastia Lê (1428–1527, 1533–1789)
- Dinastia Lý (1009–1225)[22]
- Dinastia Mạc (1527–1677)
- Dinastia Nguyễn (1802–1945)[23]
- Dinastia Tây Sơn (1778–1802)[23]
- Dinastia Trần (1225–1400)[22]
- Senhorio Nguyễn (1557–1777)
- Senhorio Trịnh (1545–1787)
- Vietnã do Norte (1945–1976)[24]
- Vietnã do Sul (1955–1975)[24]

### Outros
Estados ou dinastias que compreendiam um território pertencente a múltiplos países atuais ou a nenhum dos citados acima.
- Balhae (698–926 d.C.)
- Dinastia Iuã (1271–1368)
- Dinastia Iuã do Norte (1368–1635)[25]

## Lista de Estados atuais com influências confucionistas
Itens listados alfabeticamente.
- China[26]
- Coreia do Norte[27][28]
- Coreia do Sul[29]
- Japão[30]
- Mongólia[31]
- Singapura[32]
- Taiwan[33]
- Vietname[34]